# Freeman Études
I Freeman Études sono una serie di Studi per violino solo composti da John Cage. Come i precedenti Études Australes per pianoforte, quest'opera è incredibilmente complessa, quasi impossibile da eseguire, e rappresenta per Cage "la praticabilità dell'impossibile", intesa come risposta all'idea che la soluzione dei problemi politici e sociali del mondo sia impossibile.

## Nascita dell'opera
Nel 1977 Cage venne avvicinato da Betty Freeman, che gli chiese di comporre un insieme di Studi per il violinista Paul Zukofsky (che nello stesso periodo avrebbe anche aiutato Cage nel lavoro di trascrizione per violino di Cheap Imitation). Cage decise di usare come modello per il suo lavoro la prima raccolta di studi per piano Études Australes. Quel lavoro era una raccolta di 32 Studi in 4 libri di 8 Studi ciascuno, composto usando la tecnica della controlled chance attraverso mappe stellari e, com'era usuale per Cage, l'I Ching. Zukofsky chiese a Cage che la musica fosse scritta nella notazione convenzionale, a cui riteneva che Cage stesse ritornando con gli Etudes Australes, ed inoltre che questa fosse quanto più precisa possibile. Cage prese alla lettera la richiesta e procedette a creare le difficili composizioni in una notazione talmente dettagliata che sarebbe stato quasi impossibile eseguirle.
Nel 1980 Cage abbandonò il ciclo, in parte perché Zukofsky sosteneva che i pezzi fossero insuonabili.  Tuttavia, i primi diciassette Studi erano stati completati e il I e II Libro (Etudes 1-16) furono pubblicati ed eseguiti (la prima esecuzione dei libri I e II venne fatta da János Négyesy nel 1984 a Torino). Il violinista Irvine Arditti espresse interesse per il lavoro; entro l'estate del 1988, fu in grado di eseguirla a un tempo ancora più veloce di quanto fosse indicato nella partitura, dimostrando così che la musica era di fatto suonabile.
Ispirato dal fatto che la sua opera fosse stata considerata eseguibile, Cage decise allora di completare il ciclo, che vide la luce finalmente nel 1990 con l'aiuto di James Pritchett, che diede la sua assistenza al compositore nel ricostruire il metodo usato per comporre la prima parte dell'opera, in quanto Cage stesso, dopo 10 anni di lontananza dal progetto, aveva dimenticato i dettagli del primitivo metodo di elaborazione.
La prima esecuzione completa di tutti gli studi (1-32) si ebbe a Zurigo nel giugno 1991, per opera di Irvine Arditti. Anche Négyesy eseguì gli ultimi due libri nello stesso anno a Ferrara.

## Edizione
- Edition Peters 66813 a/b/c/d. (c) 1981, 1992 di Henmar Press.